# Udløsning
Udløsning eller ejakulation er udtømning af kønskirtler ofte i forbindelse med seksuel stimulering.
For mandens vedkommende indebærer udløsning udtømning af sperma, sæd. De ufrivillige sædudtømninger, som nogle drenge kan opleve, når de kommer i puberteten, kaldes pollutioner eller populært 'morning wood'. Dette kan typisk forekomme under søvn.
For kvindens vedkommende kan der ske udtømning af en speciel kirtel ved stimulering af klitoris eller g-punktet.[kilde mangler]

## For tidlig udløsning
Også kaldet præmatur ejakulation. Udløsning kan være påvirket af fysiske såvel som psykiske faktorer. Sundhed i form af motion og gode kostvaner kan i en vis grad påvirke udløsningen,[kilde mangler] idet dårlig levestil kan føre til utilfredsstillende eller for tidlig udløsning. Eksempelvis kan overvægt, stress og bl.a. højt alkoholforbrug føre til, at rejsning ikke kan holdes lang tid nok til at opnå udløsning og/eller orgasme. Denne type problemer med udløsning kan løses med en omlægning af levestil eller i sværere tilfælde med medicin.
En ny partner, seksuel ophidselse, nervøsitet, præstationsangst og seksuel usikkerhed kan være årsager til for tidlig udløsning.[kilde mangler] Højt forbrug af porno og lav erfaring kan give en skævvridning og føre til for store forventninger, pres og præstationsangst.[kilde mangler] Præstationsangsten kan dog også skyldes dybere problemer såsom psykiske traumer og problemer i barndom og teenageårene. Øvrige fysiske årsager til for tidlig udløsning kan også være problemer med forstørret prostata,[kilde mangler] eller behandling med anden medicin som bl.a. antidepressiver.[kilde mangler]
For tidlig udløsning defineres som udløsning inden samlejes start, umiddelbart efter indtrængen eller inden for de første to minutter.[kilde mangler]

## Behandling af for tidlig udløsning
Der er en række forskellige øvelser, man kan prøve selv før man søger medicinsk hjælp hos sin læge. Man kan blandt andet forsøge at onanere 1-2 timer inden man skal have samleje, eller bruge et ekstra tykt kondom for at mindske stimuleringen. En anden mulighed er pauser under samlejet. Det vil sige, inden man føler man skal ejakulere holder man en pause, således manden kan få styr på situationen. På den måde kan man holde udløsningen tilbage.
Nogen foretrækker at udføre denne øvelse selv, under onani, før man involverer sin partner eller får sin partner til at stimulere en. For hver gang der holdes pause og der ikke ejakuleres, vil den seksuelle spænding nå et højere niveau. Hvis det ikke er nok at holde pause mellem samlejet, kan squeeze-teknikken anvendes. Squeeze-teknikken udføres ved der klemmes med to fingre under penishovedet så rejsningen falder lidt igen.
Disse øvelser kan suppleres med bækkenbundsøvelser. Ved at lave bækkenbundsøvelser, vil man få en bedre bevidsthed af ens underliv, samt forbedre kontrollen til at slappe af i underlivet samtidig med den seksuelle spænding bevares i kroppen.
Det er en god idé at involvere sin partner i problemet, på den måde kan der snakkes om det, og undgå problemer i forholdet. Eller der kan søges hjælp via parterapi, hvis det er et længerevarende problem.
Hvis ingen af disse øvelser virker, kan man opsøge sin læge, som kan udskrive en medicinsk behandling, kaldet dapoxetine (priligy).